# Dialeurodes bancoensis
Dialeurodes bancoensis es un hemíptero de la familia Aleyrodidae, con una subfamilia: Aleyrodinae.
Fue descrita científicamente por primera vez por Ardaillon & Cohic en 1970.